# ایان برنن (نویسنده)
ایان برنن (به انگلیسی: Ian Brennan) یک فیلم‌نامه‌نویس، هنرپیشه، تهیه‌کننده تلویزیونی و کارگردان آمریکایی است.
او بیشتر به خاطر کارش در مجموعه تلویزیونی ناظر، گلی و فیلم آخرین رقص را نگه دار ۲ شناخته شده‌است.